# Кадук строкатий
Кадук строкатий (Myrmotherula longicauda) — вид горобцеподібних птахів родини сорокушових (Thamnophilidae). Мешкає в Південній Америці.

## Опис
Довжина птаха становить 9,4 см. Голова і верхня частина тіла у самця чорні, поцятковані білими смужками. Крила чорні, поцятковані білими смужками, махові пера мають білі края, рульові пера чорні з білими краями і широким білим кінчиком. Горло і нижня частина тіла білі, на грудях і боках чорні смужки. У самиці голова і верхня частина тіла чорні з темними смужками. Горло і груди кремово-охристі, груди і живіт помвтно розділені.

## Підвиди
Виділяють чотири підвиди:
- M. l. soderstromi Gyldenstolpe, 1930 — південна Колумбія, північний Еквадор;
- M. l. pseudoaustralis Gyldenstolpe, 1930 — східний Еквадор, північне Перу;
- M. l. longicauda Berlepsch & Stolzmann, 1894 — центральне Перу;
- M. l. australis Chapman, 1923 — південно-східне Перу, північно-західна Болівія.

## Поширення і екологія
Строкаті кадуки живуть в гірських тропічних лісах Анд, а також в чагарникових заростях і рівнинних тропічних лісах на висоті від 150 до 1800 м над рівнем моря.